# Per un punto Martin perse la cappa
Per un punto Martin perse (o perdé) la cappa, versione in lingua italiana della frase latina Uno pro puncto caruit Martinus Asello (letteralmente "Per un unico punto Martino perse Asello"), è un modo di dire molto diffuso nella lingua italiana e radicato nella memoria orale. La frase, quasi proverbiale, vuole significare che un errore riguardante un particolare apparentemente di scarsa importanza comporta talvolta conseguenze disastrose. Nella locuzione in italiano la "cappa", cui ci si riferisce, è una sorta di mantello, simbolo della carica di priore di un monastero, perdere la quale significa rimozione dalla carica o mancato conseguimento della stessa.
Espressione usata in modo ironico come ammonimento anche in ambito matematico, dove i punti, pur così minuscoli, possono cambiare a seconda della loro posizione il significato di un'espressione; di conseguenza bisogna stare attenti al loro posizionamento e non distrarsi come Martino.

## Origine della locuzione
Secondo la tradizione, che risale al XVI secolo, Martino era abate del monastero di Asello. Volendo abbellire la sua abbazia, decise di apporre sul portale principale un cartello di benvenuto che recitasse:
Porta patens esto. Nulli claudatur honesto, cioè
"La porta resti aperta. Non sia chiusa a nessun uomo onesto"
o, in un'altra versione,
Porta, patens esto. Nulli claudaris honesto, cioè
"Porta, resta aperta. Non essere chiusa a nessun uomo onesto".
Il messaggio esprimeva generosità e carità davvero cristiane.
L'artigiano incaricato del lavoro (o, in altre versioni, forse lo stesso abate), però, complice probabilmente la stanchezza o la distrazione, sbagliò la posizione del punto e scrisse: 
Porta patens esto nulli. Claudatur honesto, cioè
"La porta non resti aperta per nessuno. Sia chiusa all'(uomo) onesto".
ovvero, nell'altra redazione:
Porta, patens esto nulli. Claudaris honesto, cioè
"Porta, non restare aperta per nessuno. Resta chiusa all'uomo onesto".
I guai che tale errore procurò a Martino non si limitarono alla figuraccia. La notizia di un messaggio così contrario alla caritas christiana, infatti, raggiunse le alte sfere ecclesiastiche (e forse lo stesso Pontefice), le quali decretarono l'immediata sollevazione dell'abate, privandolo della cappa (cioè del mantello), che di tale dignità era simbolo.
A ricordare l'errore di Martino provvide il suo successore, che fece correggere il cartello inospitale completandolo con la frase
Uno pro puncto caruit Martinus Asello (o Ob solum punctum ...).
"Per un unico punto Martino perse Asello"
Un'altra versione, riportata da Enzo La Stella, vuole che Martino, candidato a diventare abate, avesse visto le sue speranze sfumare definitivamente a causa dell'errore che commise riguardo alla posizione del punto, allorché, in previsione della visita del Padre Provinciale dell'Ordine, decise di scrivere la frase latina in questione (la prima delle due versioni date sopra) sulla porta del convento, a mo' di benvenuto. [<== quest'ultima versione è incomprensibile, da chiarire.]

## Versione francese
La versione francese del proverbio recita: 
Pour un point Martin perdit son âne.
"Per un punto Martin perse l'asino".
Per un processo di banalizzazione (fenomeno consueto nella trasmissione dei testi, in virtù del quale un termine di uso raro o specifico viene sostituito, erroneamente, da uno più quotidiano e vicino alle conoscenze e all'esperienza di chi parla), il termine geografico Asellum (Asello) è stato confuso con il suo omografo latino asellus, cioè "asinello". 
Poiché la locuzione è stata trasmessa oralmente è comprensibile come l'errore si sia prodotto. La versione errata, perdutosene il senso originario, si è diffusa largamente.

## Curiosità
Il motto "per un punto Martin perse la cappa" è riportato sull'asso di coppe nelle carte da gioco trevisane (o venete).